# 문법 교수
언어학에서 문법 교수(敎授)의 종류에는 다음과 같은 방법들이 있다.
- 명시적 교수: 규칙 설명을 하거나 언어 형식으로 주의를 끌어 규칙을 이해시킨다.
- 암시적 교수: 규칙 설명을 하지 않거나 언어 형식으로 주의를 끄는 교수를 하지 않는다.

- 의미 초점(focus on meaning) 교수: 학습자를 제2 언어 목표 항목에 많이 접하게 하지만 학습자의 주의를 의미에서 언어 형식으로 연결시키지 않는다.
- 형태 초점(focus on form) 교수: 문법적 설명이나 기계적 연습을 사용해 학습자의 주의를 언어 형식으로 이끄는 것은 아니다.

## 같이 보기
- 언어정책
- 사전 편찬
- 컴퓨터보조 언어학습